# Klucz Chorwacji
Klucz Chorwacji (chorw. Ključ Hrvatske) – chorwacka partia polityczna, określana jako ugrupowanie socjalne i populistyczne. Do 2022 funkcjonowała pod nazwą Żywy Mur (chorw. Živi zid).

## Historia
Żywy Mur został zarejestrowany w 2011 z siedzibą w Zagrzebiu. Powstał na bazie organizacji o takiej samej nazwie zajmującej się głównie próbami blokowania eksmisji. W 2014 wystartował w wyborach do Parlamentu Europejskiego jako Savez za promjene, nie przekraczając 0,5% głosów.
Żywy Mur powołał kolektywne kierownictwo ugrupowania, jednak faktycznym jego liderem został urodzony w 1990 Ivan Vilibor Sinčić. W 2014 pod jego kandydaturą zebrano wymaganą do rejestracji liczbę podpisów (co najmniej 15 tys.), co umożliwiło jego start w wyborach prezydenckich. W pierwszej turze głosowania otrzymał 16,42% głosów, zajmując 3. miejsce wśród 4 kandydatów. Wkrótce w sondażach Żywy Mur zaczął czasowo zyskiwać poparcie, kilkakrotnie przekraczając 10%. Ostatecznie w wyborach w 2015 partia otrzymała 4,3% głosów w skali kraju. Pozwoliło to na wprowadzenie do Zgromadzenia Chorwackiego VIII kadencji tylko jednego posła – Ivana Vilibora Sinčicia z 7. okręgu wyborczego.
W przedterminowych wyborach w 2016 skupiona wokół Żywego Muru koalicja dostała 6,2% głosów, co przełożyło się na 8 mandatów poselskich. W wyborach europejskich w 2019 partia zdobyła 5,7% głosów, co przełożyło się na jeden mandat, który przypadł jej liderowi. W 2020 Żywy Mur z koalicjantami nie wprowadził żadnych przedstawicieli do chorwackiego parlamentu kolejnej kadencji.
W 2022 formacja, wciąż kierowana przez Ivana Vilibora Sinčicia, zmieniła nazwę na Klucz Chorwacji. W 2024 formacja współtworzyła nowe ugrupowanie Pravo i Pravda.